# マヌエル・ペレイラ
マヌエル・ペレイラ・セナブレ（Manuel Pereira Senabre、1961年6月18日 - ）は、スペイン・マドリード出身の男子フェンシング選手。

## 経歴
1988年には韓国のソウルで開催された1988年ソウルオリンピックに出場した。1989年にアメリカ合衆国デンヴァーで開催されたフェンシング世界選手権では、スペイン人選手として初めてエペ個人で金メダルを獲得した。1992年には母国スペインのバルセロナで開催された1992年バルセロナオリンピックに出場した。
現役引退後にはフェンシングの指導者となった。2004年にポルトガルのリスボンで開催された世界選手権では、ペレイラが指揮するスペイン女子団体がエペで金メダルを獲得した。2014年には国際フェンシング連盟によって「フェンシングの殿堂」に選ばれた。

## 家族
息子のジュレン・ペレイラもフェンシング選手であり、2018年には地中海競技大会のエペ個人で金メダルを獲得している。